# スイス・エア＝レスキュー
スイス・エア=レスキュー（英語:Swiss Air-Rescue ドイツ語:Schweizerische Rettungsflugwacht フランス語:Garde aérienne suisse de sauvetage 略称:Rega レガ）は、スイスチューリッヒに本拠を置く民間の非営利組織となる航空救助隊。主に山岳での捜索救難活動と緊急医療支援を行う。また、レガは海外で医療支援を受けられない会員に対し本国への送還と医療助言サービスなども行い、夏期は高地の酪農家に対し、死亡した家畜の回収支援作業なども行っている。1952年4月27日、トゥワンで開催されたスイス救助協会（Schweizerische Lebensrettungsgesellschaft, SLRG）代表者会議の中で、航空部門の必要性を説いたルドルフ・ブヒャー（Rudolf Bucher）医学博士によって設立された。
レガは政府からの財政援助を受けていない完全な非営利組織となり、費用の大半は民間からの寄付と賛助会員費によって賄われている。人口の38%となる320万人が会員として加盟しており、会員はレガによる救助サービスの利用費は無料となっており、外国人など非会員である場合の利用料金は各種保険によって賄われている。その他、救急対応と同じく電話「1414」もしくは無線周波数「161.3MHz」を使用するか、携帯電話の専用アプリなどから直接要請ができる仕組みとなっており、国際電話を使用した海外からの要請にも応えている。
本部はチューリッヒ空港に隣接した北東側にあり、コールセンターと固定翼機の格納庫と運行も兼ねている。この他、スイス国内13か所と協力会社1か所の合計14か所となるヘリポートを擁し、救助ヘリコプターの運用を行っており、ヴァレー州では緊急対応サービスを行う「エア=グラシエ」や「エアー・ツェルマット」などが同様の対応を行っている。
略称である「レガ」とは、1979年にドイツ語（Schweizerische Rettungsflugwacht, SRFW）フランス語（GardeAérienneSuissedeSauvetage, GASS）イタリア語（Guardia Aerea Svizzera di Soccorso, GASS）で表記される「スイス・エア=レスキューガード」を組み合わせたものとなり、名称が長く頭字語も違うため、当時の無線コールサインであったレガを採用している。

## 概要

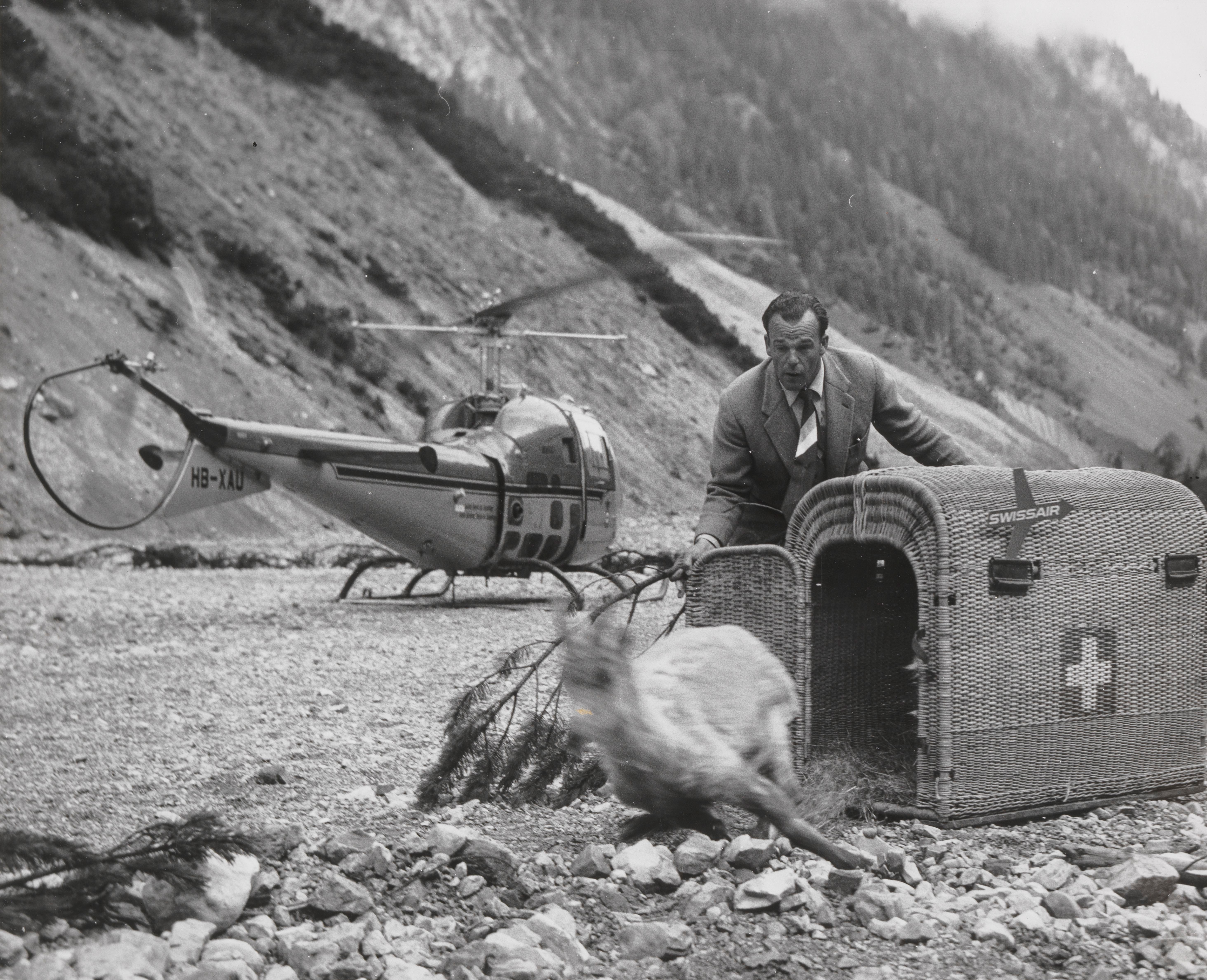
救助した山羊を放すヘルマン・ガイガー

1946年に発生したアメリカ空軍機のガウリ氷河不時着事故の際、捜索5日目でスイス空軍のパイロット2名によるシュトルヒ2機で氷河への強行着陸に成功したことで乗員乗客全12名の救助に成功しており、これが航空救助隊設立の契機となっている。1951年、サンモリッツのホテル経営者であり自家用操縦士であったヘルマン・ガイガーによって軽飛行機にスキー板を装着した氷河への着陸実験が開始されている。1952年航空救助隊が正式に発足し、ヘリコプターは量産化され始めた頃であり固定翼機からスカイダイビングを行う落下傘部隊が誕生しており、初期隊員は経験豊富であったイギリス空軍によって訓練が行われている。また、この年の10月にはヘルマン・ガイガーはスキー板を装着した航空機で氷河への着陸に成功している。12月22日、ダボスにおいてヘリコプター「Hiller 360」による世界初の救助活動が行われている。
1953年の冬に落下傘部隊が初となる救助活動を開始しており、救助犬と共に航空機から遭難現場へ飛び込んでいる。2月に発生したオランダでの大洪水ではオランダ政府と赤十字から支援依頼を受けたことで派遣されており、航空機と僅かなヘリによる救助活動が三日三晩休みなく行われている。
1960年、航空隊はSLRGから脱却し、スイスエアレスキュー協会（SRFW）が設立される。開発された新型ヘリを次々に導入しており、1966年には氷河に関する国際ヘリコプターシンポジウムを開催しており、ここで開発されたウインチや救助ネットなど数々の救助機器が発表されている。1966年8月26日ヘルマン・ガイガーは学生が操縦するグライダーとの空中衝突事故を起こしており、救助されたがその後逝去した。1968年には動力に初となるガスタービンエンジンを採用したベル 206の導入が行われている。1970年にはアイガー北壁からの救助に成功している。
1987年、レガは運行する全ての機体に暗視装置の搭載を行った世界初の民間組織となり、ヘリには捜索活動用の赤外線捜索追尾装置「IR/EOS」が搭載されている。また、航空機も幾度となく更新を行ってきており、災害が発生した世界各地へと派遣されており、自国民の救助や当事国への協力も積極的に行ったことで、世界各国から数々のメダルを授与されている。
2010年1月3日、雪崩から救助された患者を診ていたフライトドクターが再び発生した雪崩に飲み込まれ要救助者2名と共に亡くなっている。レガにとって初となるドクターが関連する死亡事故となった。2011年1月には携帯電話用アプリの発表を行い、7月にはGNSSを使用した病院へのフライト（ADS-B）を成功させている。この機能により悪天候下や視界不良時にも安全に目的地に到着できると期待されている。2019年よりアクセスが困難な場所での要救助者の捜索や位置特定を行うドローンの発表を行っている。ドローンには赤外線カメラのほか、携帯電話の電波追跡機能を備えており無線測位による位置特定作業に用いられる。

## 保有機材

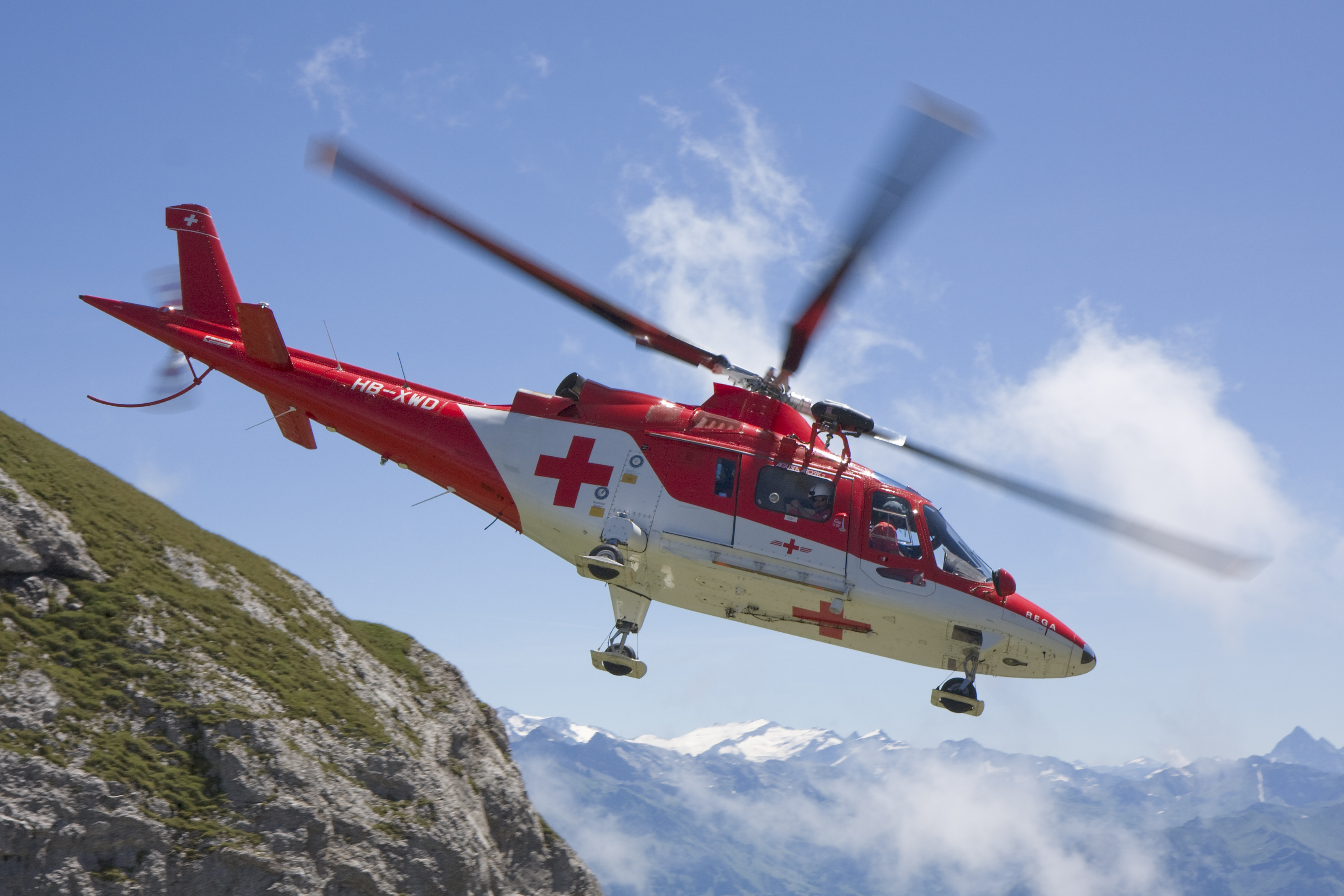
ピラトゥス山を飛行中のアグスタ A109ダ・ヴィンチ

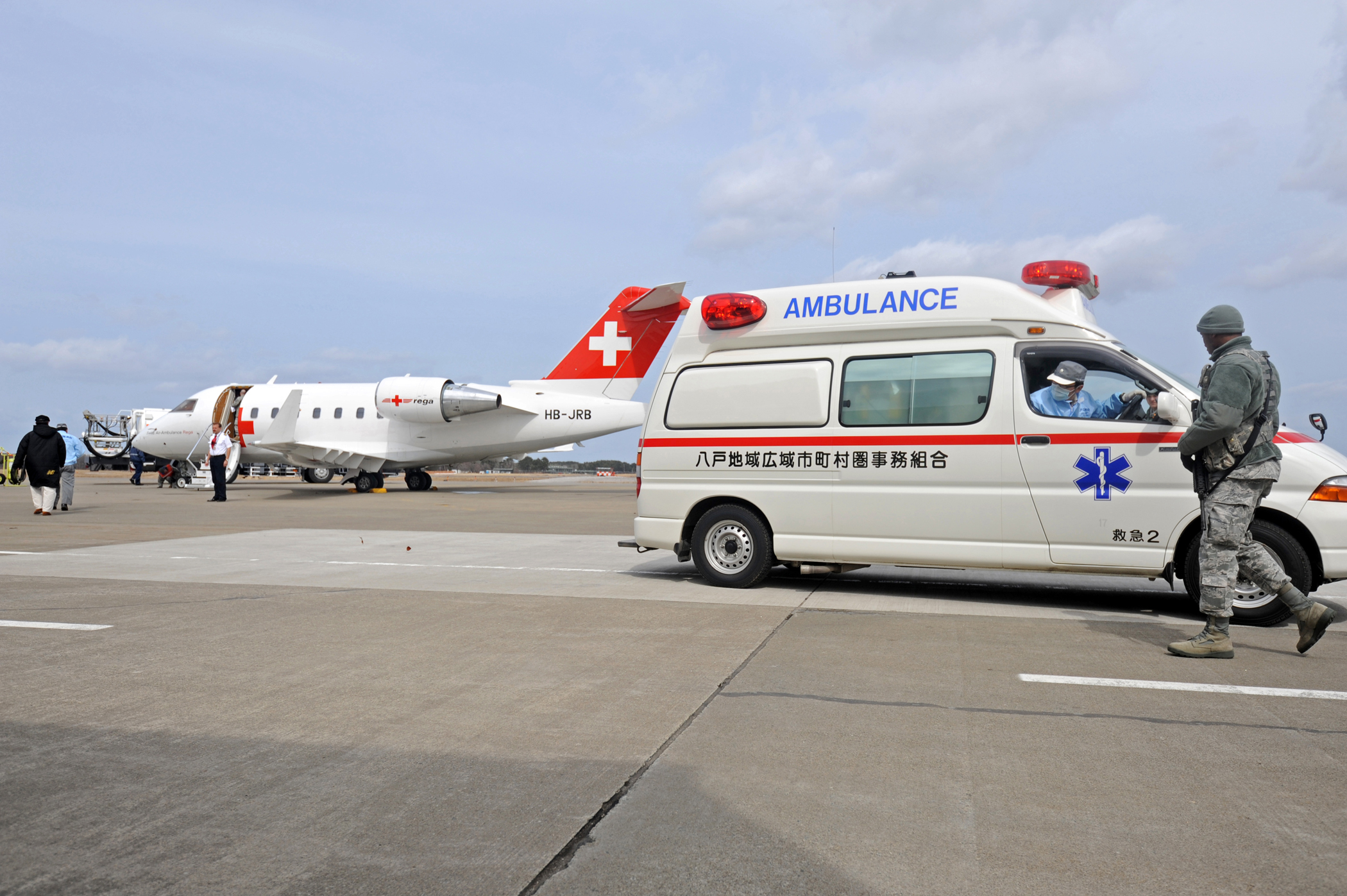
東日本大震災での救助活動を行うため三沢空港に到着したボンバルディア チャレンジャー 600

回転翼機19機、固定翼機3機の合計22機となり、2021年3月時点での全保有機数となる。
回転翼
| 機体名                  | 保有機数 | 用途        | 配置             |
| Airbus Helicopters H145 | 7        | 輸送 / 救助 | ジュラ山脈各地   |
| AgustaWestland Da Vinci | 11       | 輸送 / 救助 | アルプス山脈各地 |
| Airbus Helicopters H125 | 1        | 飛行訓練用  | グレンヘン空港   |

固定翼
| 機体名                         | 保有機数 | 用途                 | 配置             |
| Bombardier CL-650 "Challenger" | 3        | 医療機（国際運行用） | チューリッヒ空港 |

## 基地

### レガセンター
本社並びに指令本部となり、チューリッヒ空港（LSZH）に構える。ボンバルディア チャレンジャー 600の格納庫やメンテナンスセンターなどの機能も有し、約150名が就業している。ヘリコプターの運用は行われておらず、ヘリ部門はデューベンドルフが担当している。

### ヘリコプター基地

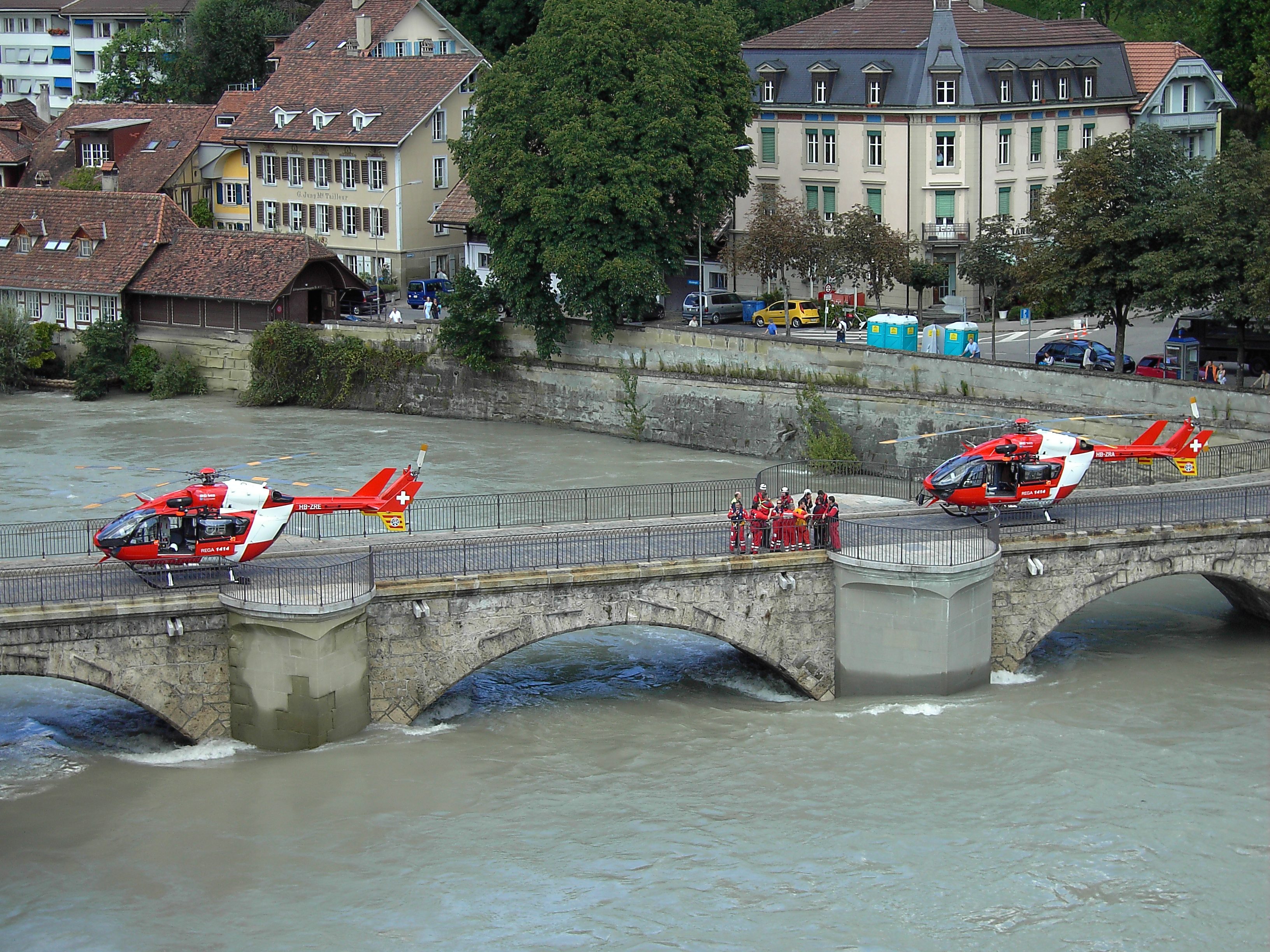
ベルンで救助活動を行う2機のユーロコプター EC 145

- デューベンドルフ LSMD（Rega 1）

デューベンドルフ空軍基地内に構える。1968年から運用された最古の基地となり、スイス空軍とも協力関係にあるため、民間の無線よりも広域で使用できる軍用無線の使用権限も与えられている。年間1,000回のミッションを遂行する。
- バーゼル LFSB（Rega 2）

ユーロエアポート・バーゼル＝ミュールーズ空港（LFSB）内に構える。フランスとドイツの国境に近い立地であるため、任務の半数は南ドイツ行きであり、10%がフランスのアルザス地域圏向けとなっており、残りはスイス北西部の任務となっている。
- ベルン LSZB（Rega 3）

1976年から運用開始。ベルン空港（LSZB）内に構えており、低地のため主に交通事故や病院間の搬送を行う。
- ローザンヌ LSGL（Rega 4）

1981年から運用開始。レマン湖地域を担当しており、年間1,000回のミッションを遂行し、この内1/3は夜間飛行任務となっている。
- ウンターヴァーツ LSXU（Rega 5）

1976年までバート ラガッツ空港を拠点としていたが、1992年以降現在の場所へ移転している。年間900回の任務を遂行しており、この内300回はウィンタースポーツでの出動となっている。
- ロカルノ LSZL（Rega 6）- ロカルノ空港（LSZL）内に構える。

1980年から運用開始。イタリアとの国境に近いためイタリアへも出動する。

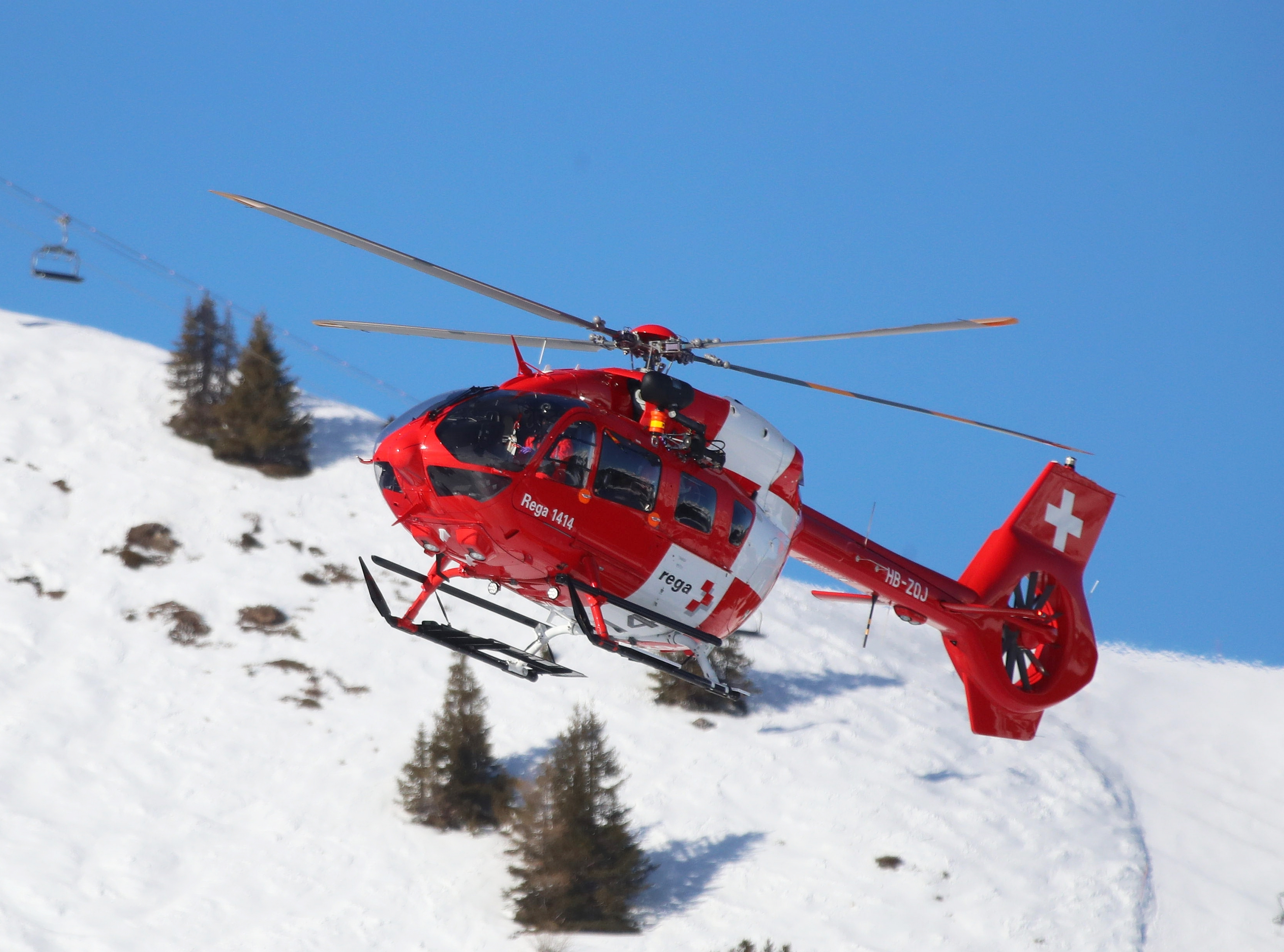
ローザンヌの2020年ローザンヌユースオリンピック会場を飛行するユーロコプター EC 145

- ザンクト・ガレン LSXO（Rega 7）

1984年から運用開始。国境地域であるためドイツとオーストリアへも出動する。
- エルストフェルト LSXE（Rega 8）

1966年から運用を開始しており、1978年から現在の場所へ移転している。山岳基地となるため大半が山岳救助任務となり、夏期にはアニマルレスキュー任務も行う。
- サメーダン LSZS（Rega 9）

1957年からエンガディン空港での運用を開始。高地のため山岳救助の前哨基地として機能しており、操縦士、フライトドクター及びパラメディックの最低3名での主要な山岳救助任務が行われている。
- ヴィルダースヴィル / インターラーケン LSXI（Rega 10）

1971年から運用開始。同様に高地担当エリアとなり、一般の登山者が訪れない「高山」に特化しており、特殊救助を主な任務とする。
- モリス LSMF（Rega 12）

元々はレガと契約関係にあった他の救助企業と空軍とでモリス空軍基地として共同で運用していた。2010年以降、AW 109SPを配備し任務を行っている。
- ツヴァイジンメン（Rega 14）

レガと契約関係にあった他の救助企業「ボハグ」と20年に渡り共同運用していた。2012年10月に新基地の起工式が両社共同で行われ、2013年より新基地での運用を行っている。

### 契約パートナー
- ジュネーヴ（Rega 15）

業務委託となっており、ジュネーブ大学病院で運用されているユーロコプター EC 135がレガからの依頼を代行している。
- ヴァレー州

緊急対応サービスを行う「エア=グラシエ」や「エアー・ツェルマット」などが同様の対応を独自に行っている。